# Tacoma feriella
Tacoma feriella är en fjärilsart som beskrevs av George Duryea Hulst 1888. Tacoma feriella ingår i släktet Tacoma och familjen mott. Inga underarter finns listade i Catalogue of Life.